# 334-я истребительно-бомбардировочная авиационная эскадрилья
334-я истребительно-бомбардировочная авиационная эскадрилья (сербохорв. 334. lovačko-bombarderska avijacijska eskadrila / 334. ловачко-бомбардерска авоијацијска ескадрила) — авиационная эскадрилья военно-воздушных сил и войск ПВО СФРЮ. Образована в 1978 году как 3-я истребительно-бомбардировочная авиационная эскадрилья 107-го вертолётного полка (сербохорв. 3. lovačko-bombarderska avijacijska eskadrila 107. helikopterskog puka / 3. ловачко-бомбардерска авоијацијска ескадрила 107. хеликоптерског пука).

## История
При образовании 3-й истребительно-бомбардировочной авиационной эскадрильи 107-го вертолётного полка ей были переданы лёгкие штурмовики, учебные самолёты Г-2 Галеб.
В 1979 году эскадрилья получила название 1-я истребительно-бомбардировочная авиационная эскадрилья центра обучения пилотов иностранных вооружённых сил (сербохорв. 1. lovačko-bombarderska avijacijska eskadrila Centra za obuku pilota pripadnika stranih oružanih snaga / 1. ловачко-бомбардерска авоијацијска ескадрила Центра за обуку пилота припадника страних оружаних снага). В центре шла подготовка пилотов ВВС Ливии.
В 1988 году центр был расформирован, и эскадрилья вернулась в состав 107-го авиационного полка, получив наименование 334-й истребительно-бомбардировочной авиационной эскадрильи. Она занималась обучением пилотов запаса и кадетов Школы офицеров запаса. В 1990 году была расформирована согласно плану реорганизации ВВС «Единство-2».